# Фабіо Альбареллі
Фабіо Альбареллі (італ. Fabio Albarelli, 26 червня 1943 — 4 жовтня 1995) — італійський яхтсмен.
Бронзовий призер Олімпійських Ігор 1968 року в класі Фінн.